# Палосаарет
Палосаарет (фин. Palosaaret — «горелые острова») — группа островов в Ладожском озере. Относится к группе Западных Ладожских шхер. Принадлежит Лахденпохскому району Карелии, Россия.
Расположена между островами Мюкримюксенсаари на севере и Лауватсаари на юге. Группа состоит из четырёх островов: двух больших и двух мелких. Все покрыты лесом.
На островах имеются колонии чайковых птиц, редкие виды арктической фауны, залежки и детородные убежища ладожской нерпы. Здесь гнездятся: сизая чайка, серебристая чайка, клуша, речная и полярная крачки, чеграва, чернозобая гагара, а также красношейная поганка.
Палосаарет — эталон островных экосистем, имеет важное научно-познавательное значение для организации экологического туризма.